# Меморіальний фонд Джона Саймона Ґуґґенгайма
Меморіальний фонд Джона Саймона Ґуґґенгайма — це некомерційна організація, заснована в 1924 році Ольгою та Саймоном Ґуґґенгаймами на честь їхнього сина Джона Саймона, який помер від мастоїдиту. Фонд надає фінансову допомогу, відому як стипендія Ґуґґенгайма, вченим, викладачам та митцям, які продемонстрували виняткові досягнення в галузі науки, культури та мистецтва (за винятком виконавських мистецтв та кіно). Численні лауреати Нобелівської премії отримали цю стипендію. Стипендія щорічно присуджується приблизно 200 кандидатам, відібраним за двома конкурсами: один для громадян та постійних жителів Сполучених Штатів та Канади, а інший для громадян та постійних жителів Південної Америки та Карибського басейну. Розмір стипендії для однієї особи наразі коливається від 30 000 до 40 000 доларів.
Спочатку допомога надавалася лише громадянам та мешканцям Сполучених Штатів. З 1940 року вона була доступна для громадян та резидентів Канади. До 1988 року філіппінці також могли подавати заявки на стипендію – Філіппіни тоді були дуже тісно пов’язані зі Сполученими Штатами політично, економічно та військово. Одночасно, з 1929 року, з метою «поглиблення взаєморозуміння між народами», стипендії за тими ж принципами присуджувалися видатним вченим та митцям з Латинської Америки.

## Виноски
1. ↑  Історія Фонду (англ.).

## Зовнішні посилання
- Меморіальний фонд Джона Саймона Ґуґґенгайма. Офіційна сторінка (англ.).